# GRB 970228
GRB 970228 est un sursaut gamma observé le 28 février 1997 dans une galaxie située entre 832 à 2 610 Mpc (∼2,71 à 8,51 milliards d'al). Il est le premier sursaut gamma où une émission rémanente a été détectée.
La courbe de lumière de GRB 970228 possède une période de pics d'intensité modérée d'une durée d'environ 80 secondes,. Cette courbe de lumière particulière laisse supposer que le sursaut coïnciderait avec une supernova.

## Observations

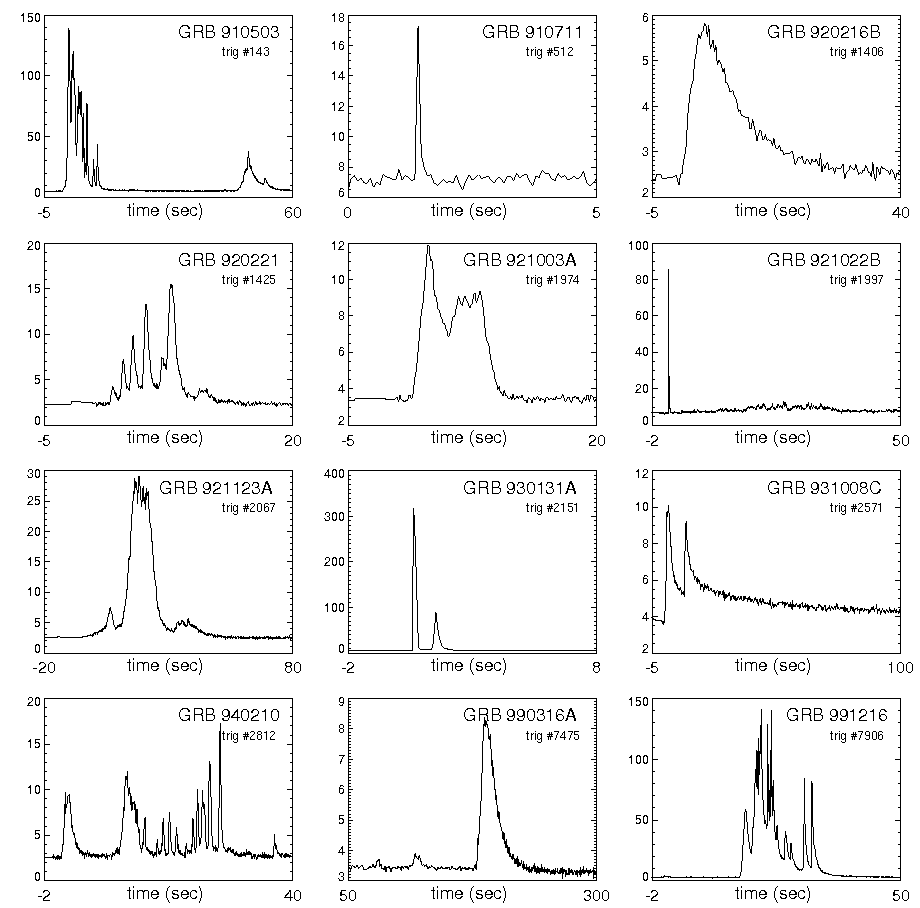
Courbes de lumière de quelques sursauts gamma. Certains sursauts de rayons gamma possèdent des pics simples dans leur courbe de lumière alors que d'autres en possèdent avec plusieurs pics secondaires. L'une des hypothèses avancées par certains scientifiques pour expliquer cela est que les multiples maximums seraient formés lorsque la source des sursauts gamma est soumise a une précession.

Le 28 février 1997 à 2:58 UTC, GRB970238 est observé par le Gamma-ray Burst Monitor du Fermi Gamma-ray Space Telescope ainsi que par une caméra à bord de Beppo-SAX,.
Le sursaut a aussi été détecté par la sonde spatiale Ulysse.
La position de GRB 970228 est déterminée a une ascension droite de 05h 01m 46.7s et une déclinaison de +11° 46′ 53.0″. La durée de son intensité maximale est d'environ 80 secondes durant lesquelles il est possible d'observer plusieurs pics secondaires dans sa courbe de lumière. Le sursaut est le premier à présenter une émission rémanente et des images optiques ont été prises les 1er et 8 mars par le télescope William-Herschel et le télescope Isaac-Newton.

## Émission rémanente
En 1993, Bohdan Paczyński et James E. Rhoads publient un article soutenant que les quantités extrêmes d'énergie produites par les sursauts gamma devraient éjecter, lors de l'explosion, de la matière provenant du corps hôte à des vitesses relativistes et ce quel que soit le type d'explosion qui cause le sursaut. Ils prédisent que l'interaction entre les fragments expulsés et le milieu interstellaire devrait créer un arc de choc. Si cette onde de choc se produit dans un champ magnétique, les électrons accélérés à l'intérieur de cette dernière émettraient des rayonnements synchrotron de longue durée sous forme d'ondes radio, un phénomène qui allait plus tard être appelé rémanence de radio. Par la suite, Jonathan Katz[Lequel ?] a déduit que cette émission de faible énergie ne serait pas limitée à des ondes radio, mais pourrait s'étendre aux fréquences des rayons X, voire celles du spectre visible.

Exemple de distribution d'une loi de puissance.

Les instruments à bord de Beppo-SAX ont commencé à faire des observations de la position de GRB 970228 dans les huit heures suivant sa détection. Une source de rayon X temporaire a été détectée, puis s'est atténuée lors des jours qui ont suivi le sursaut en suivant la forme d'une loi de puissance décroissante. La détection de cette émission de rayons X a été la première émission rémanente découverte dans un sursaut gamma. Depuis, les lois de puissance décroissantes sont reconnues comme une caractéristique commune aux rémanences des sursauts gamma, bien que la plupart des rémanences décroissent à différents taux au cours des diverses phases de leur vie. Dans l'ordre chronologique ces phases sont : la queue du sursaut, la bosse, la désintégration standard et la décomposition.
Une comparaison des images optiques a également permis de voir que l'objet a perdu de la luminosité dans le visible et dans l'infrarouge. Au moment de la découverte du sursaut, les scientifiques croyaient que les GRB émettaient des radiations isotropiques. Les émissions rémanentes de ce sursaut gamma et plusieurs autres comme GRB 970508 et GRB 971214 (en) ont fourni des preuves que les sursauts émettent des radiations collimatées, une caractéristique qui diminue la production totale d'énergie de plusieurs ordres de grandeurs.

## Supernova
Daniel Reichart de l'université de Chicago, en 1999, et Titus Galama de l'université d'Amsterdam, en 2000, ont analysé la courbe de lumière optique de GRB 970228. Leurs recherches ont mené à la conclusion que l'objet hôte avait subi une supernova plusieurs semaines avant le début de l'émission du sursaut gamma,.
En étudiant la courbe de lumière de ce sursaut gamma, Galama remarqua que celle-ci décroissait de taux différents à des temps différents. Il nota aussi que la luminosité avait diminué plus lentement entre le 6 mars et le 7 avril que ce qu'elle l'avait fait auparavant. Il en a conclu que la première partie de la courbe de lumière de GRB 970228 était due au sursaut lui-même, tandis que la deuxième partie de la courbe était produite par une supernova de type Ic sous-jacente. 
Quant à Daniel Reichart, il nota que l'émission rémanente de la fin du pic de la courbe de lumière de GRB 970228 avait une teinte plus rouge que celle caractéristique au début du pic. Il remarqua aussi que le seul autre GRB qui possède un profil temporel similaire à GRB 970228 jusqu’à présent découvert était GRB 980326, pour lequel une relation avec une supernova avait déjà été proposée par Joshua Bloom (en).

## Galaxie hôte
Des observations faites par le télescope spatial Hubble près de 6 mois après le sursaut gamma démontrent que GRB 970228 proviendrait d'une galaxie lointaine. Le faible taux de décroissance de la courbe de lumière de GRB 970228 soutient des théories selon lesquelles son rayonnement proviendrait d'un sursaut en expansion à une vitesse proche de celle de la lumière et qu'il se trouverait bien au-delà de la Voie lactée. En effet, un sursaut dans notre galaxie avec la luminosité observée n'aurait plus été visible au moment des observations faites par Hubble. Le fait que le sursaut gamma ne se soit pas produit au centre de la galaxie hôte exclurait la possibilité qu'il provienne d'une galaxie active.